# Gammaropsis barnardi
Gammaropsis barnardi är en kräftdjursart som beskrevs av Kudrjaschov och Tzvetkova 1975. Gammaropsis barnardi ingår i släktet Gammaropsis och familjen Isaeidae. Inga underarter finns listade i Catalogue of Life.